# 장팽조
장팽조(張彭祖, ? ~ 기원전 59년)는 전한 후기의 제후로, 경조윤 두릉현(杜陵縣) 사람이다. 어사대부 장탕의 손자이자 대사마 장안세의 막내아들로, 백부 장하의 양자로 입적되었다.

## 생애
무제 말년에, 무제의 태자 여태자가 반란을 일으켰다(무고의 난). 반란은 진압되어 여태자와 그 아들 유진이 죽는 와중에 손자 유병이는 가까스로 목숨을 보전하였고, 나중에 액정(掖庭)에 유폐되었을 때 장하의 극진한 보살핌을 받았다. 이때 장팽조는 장하의 양자로 입적되어 있었는데, 어릴 때부터 유병이와 함께 글공부를 하였다.
유병이는 장성하여 황제로 즉위하였고(선제), 이때 장팽조는 관내후에 봉해졌다. 선제는 또 장하의 은혜를 갚으려 하였으나, 그가 이미 죽고 없었기 때문에, 장팽조는 장하를 대신하여 양도후(陽都侯)에 봉해져 식읍 1,600호를 받았고, 장하는 양도애후(陽都哀侯)로 추증되었다.
신작 3년(기원전 59년), 첩에게 살해당하였다.

## 출전
- 반고, 《한서》 권18 외척은택후표·권59 장탕전

| 선대 (사실상) 계부 양도애후 장하 | 전한의 양도후 기원전 63년 3월 을미일 ~ 기원후 59년 | 후대 (봉국 폐지) |